# Лудолф фон Верберг
Лудолф фон Верберг 'Млади' (на немски: Ludolf von Werberg, Herr zu Warberg; † 1427) ее благородник от род Верберг, господар на замък Варберг в Долна Саксония.
Той е син на Бурхард фон Верберг († 25 май 1363). Внук е на Лудолф (Людеке) фон Верберг († сл. 1323) и Мехтилд. Правнук е на Конрад фон Верберг († 17 август 1291). Праправнук е на Херман фон Верберг († сл. 1256) и Лукард фон Дорщат († 1274). Потомък е на Екехард фон Верберг/Хаген († сл. 1160).
Родът фон Верберг произлиза от графовете фон Хаген и Ем. Резиденцията на фамилията е водният замък Варберг в Долна Саксония. Членовете на фамилията имат висши църковни служби, дават епископи на Халберщат и Минден и се издигат на имперски князе. Роднина е на Буркхард фон Варберг († 1458), епископ на Халберщат (1437 – 1458).

## Фамилия
Лудолф фон Верберг се жени за Лукард фон Хадмерслебен († сл. 6 август 1419), дъщеря на рицар Ото фон Хадмерслебен-Егелн († сл. 1390/1398) и графиня София фон Вернигероде († сл. 1373), дъщеря на граф Конрад IV фон Вернигероде († 1373) и Елизабет (Лутруд) фон Хонщайн († сл. 1347). Те имат два сина:
- Ханс фон Верберг († сл. 1454), женен за Агнес фон Плесе, сестра на Дитрих I фон Плесе († 1495), дъщеря на Готшалк фон Плесе-Херинген († 1443) и графиня Елизабет фон Хонщайн(† 1446/1447), дъщеря на граф Дитрих VI фон Хонщайн-Херинген († 1393) и Лутруд фон Мансфелд († сл. 1394).
- Гебхард фон Верберг († пр. 24 юни 1435), женен за Маргарета фон Колдиц (спомената 1429 до 1438), дъщеря на Ото фон Колдиц-Кьонигсфелд-Граупен († 1435) и Юта фон Фреклебен († сл. 1436)